# Konrad Büttner (Meteorologe)
Konrad Johannes Karl Büttner (* 6. Oktober 1903 in Westendorf; † 14. November 1970 in New Haven) war ein deutsch-amerikanischer Meteorologe und Hochschullehrer.

## Leben
Büttner absolvierte nach dem Abschluss seiner Schullaufbahn ein naturwissenschaftliches  Studium und promovierte an der Universität Göttingen mit der 1927 erschienenen Dissertation „Versuche über die durchdringende Strahlung“ zum Dr. phil.
Danach leitete er die Bioklimatische Forschungsstelle der Universität Kiel. In Kiel habilitierte er sich 1934 mit der Schrift „Die Wärmeübertragung durch Leitung und Konvektion, Verdunstung und Strahlung in Bioklimatologie und Meteorologie“.
Während des Zweiten Weltkrieges war Büttner an der Medizinischen Abteilung der Forschungsanstalt „Graf Zeppelin“ in Stuttgart-Ruit tätig, die zuvor der Erprobungsstelle der Luftwaffe Rechlin angegliedert war. Büttner nahm als Regierungsmedizinalrat und Dozent an der Tagung über Ärztliche Fragen bei Seenot und Winternot am 26. und 27. Oktober 1942 teil, wo er selbst Referent war und Ernst Holzlöhner über die „Unterkühlungsversuche“ im KZ Dachau referierte.
Nach Kriegsende erhielt Büttner im Januar 1947 eine außerplanmäßige Professur für Meteorologie an der Universität Kiel. Nach seiner Rekrutierung für die Operation Paperclip wurde Büttner zunächst vom Lehrbetrieb in Kiel beurlaubt und schied im Dezember 1950 aus dem Universitätsbetrieb endgültig aus. Büttner wurde in die USA zur Randolph Air Force Base verbracht, wo er zunächst an der School of Aviatic Medicine tätig wurde. Später wurde Büttner Professor für Bioklimatologie an der Universität Seattle.